# Jönssonligan får guldfeber
Jönssonligan får guldfeber är en svensk film från 1984 regisserad av Mikael Ekman.

## Handling
Sickan har fått nys om den topphemliga generalplanen enligt vilken Sverige i framtiden ska delas in i ett boendeområde, ett försvarsområde och ett fritidsområde. Planen finns lagrad endast på ett enda datachip hos Försvarsmakten. Direktör Wall-Enberg är i affärsstrategiskt syfte intresserad av att komma över chipet och Sickan tänker därför stjäla det för att sälja dyrt till Wall-Enberg. Som vanligt går inte allt enligt planen.

## Rollista
- Gösta Ekman – Charles-Ingvar "Sickan" Jönsson
- Ulf Brunnberg – Ragnar Vanheden
- Björn Gustafson – Harry "Dynamit-Harry"
- Birgitta Andersson – Doris
- Per Grundén – direktör Wall-Enberg
- Carl Billquist – kriminalinspektör Persson
- Weiron Holmberg – Biffen
- Sten Ljunggren – Fritz Müllweiser
- Jan Waldekranz – kriminalassistent Gren
- Peter Harryson – chaufför
- Fredrik Ohlsson – justitieminister
- Birger Malmsten – ÖB
- Jessica Zandén – receptionist
- Pia Green – resebyrådam
- Anna-Lotta Larsson – värdinna
- Charlie Elvegård – hotellrumsuppassare
- Gösta Engström – verkmästare
- Leif Ahrle – tysk delegationschef
- Carl-Lennart Fröbergh – taxichaufför
- Björn Henricson — tysk hejduk

## Om filmen
Filmen är den tredje i serien om Jönssonligan. Intrigen köptes från den tionde danska filmen Olsen-banden går i krig (1978). Det är samma klocka i Jönssonligan som användes i Olsenbanden-går i krig med vissa korrigeringar .Sekvensen då chipet stjäls ur den Franz Jäger-designade skåpbilen är dock hämtad från den fjärde danska filmen Olsen-bandens store kup (1972).
I den danska förlagan avslutas filmen med att huvudrollsfigurerna klättrar i tornuret på Köpenhamns rådhus, en scen inspirerad av den berömda scenen ur Harold Lloyds stumfilm Upp genom luften (1923). De svenska filmmakarna valde att förlägga tornursscenen till Stockholms stadshus som dock saknar klockan och urverket i filmen, detta löstes med rekvisita och specialeffekter.[källa behövs]
Nils Brandt som spelade ligans tredje medlem i de två första Jönssonligan-filmerna, lämnade filmserien, och karaktären Rocky ersattes av Dynamit-Harry (Björn Gustafson), som redan hade presenterats för publiken i föregångaren Jönssonligan & Dynamit-Harry (1982).